# Eli (rivière)
Pour les articles homonymes, voir Eli.
La rivière Eli est un cours d'eau d'Alaska, aux États-Unis situé dans le borough de Northwest Arctic. C'est un affluent de la rivière Noatak.

## Description
Longue de 90 milles (145 km), elle prend sa source dans les montagnes Baird et coule en direction du sud-ouest vers la rivière Noatak à 10 milles (16 km) de Noatak.
Son nom eskimo a été référencé en 1926 par l'United States Geological Survey.